# Lorenzo Gigli
Lorenzo Gigli (Brescia, 23 ottobre 1889 – Torino, 29 novembre 1971) è stato un giornalista, critico letterario, traduttore e saggista italiano.

## Biografia
Giornalista, lavorò molti anni alla «Gazzetta del popolo»: fu curatore della Terza pagina del quotidiano torinese e di due inserti: «Diorama letterario» e «Illustrazione del popolo». Nei primi anni quaranta collaborò anche al quindicinale «Primato».
Come critico letterario, scrisse saggi sull'evoluzione del romanzo italiano da Manzoni a d'Annunzio, sulla letteratura francese contemporanea ed anche profili critici di Vittorio Alfieri,  Edmondo De Amicis, Arthur de Gobineau e Giovanni Pascoli.
Pubblicò anche testi di poesia e narrativa e traduzioni di opere classiche e contemporanee della letteratura francese (Molière, Louis Hémon) e della letteratura anglo-americana (Conrad, Huxley, Sinclair Lewis).

## Opere
(elenco parziale)
- Lorenzo Gigli, Il romanzo italiano : da Manzoni a D'Annunzio, Bologna, N. Zanichelli, 1914.
- Lorenzo Gigli, Vita di Gobineau, Milano, V. Bompiani, 1933.
- Lorenzo Gigli, Teatrino senza fili: diciotto fiabe sceneggiate, Torino, Società Editrice Internazionale, 1940.
- Lorenzo Gigli, Fulmine nascosto: il romanzo del Re di Roma, Milano, A. Mondadori, 1942.
- Lorenzo Gigli, Santarosa, Milano, Garzanti, 1946.
- Lorenzo Gigli, Edmondo De Amicis, Torino, UTET, 1962.